# Go!azen
Go!azen és una sèrie de televisió musical emesa a la televisió pública basca ETB 1, produïda per Pausoka Entertainment i EiTB. És una sèrie de ficció que narra les aventures d'un grup de joves bascos en un casal d'estiu. El 2008, la pel·lícula es va estrenar en cinemes i va ser emesa per  EiTB el 2009.
Fruit de l'èxit d'aquesta pel·lícula, ETB va crear l'any 2009 la sèrie de televisió Go!azen 2.0, en la qual van participar la majoria dels personatges de la pel·lícula.
Posteriorment, el 2016, la sèrie va reviure i es va crear Go!azen 3.0 amb nous personatges. Aquesta darrera temporada va tenir molt d'èxit i l'any següent, el 2017, es va estrenar Go!azen 4.0.
La quarta temporada també va tenir bones dades d’audiència. El darrer episodi de Go!azen 4.0 va aconseguir la millor audiència de la història de la sèrie. L'episodi es va emetre el 2 de febrer de 2018 i va aconseguir una quota del 9,2% i del 21,8% entre els parlants d'euskera.